# Gefleckter Weidenblattkäfer

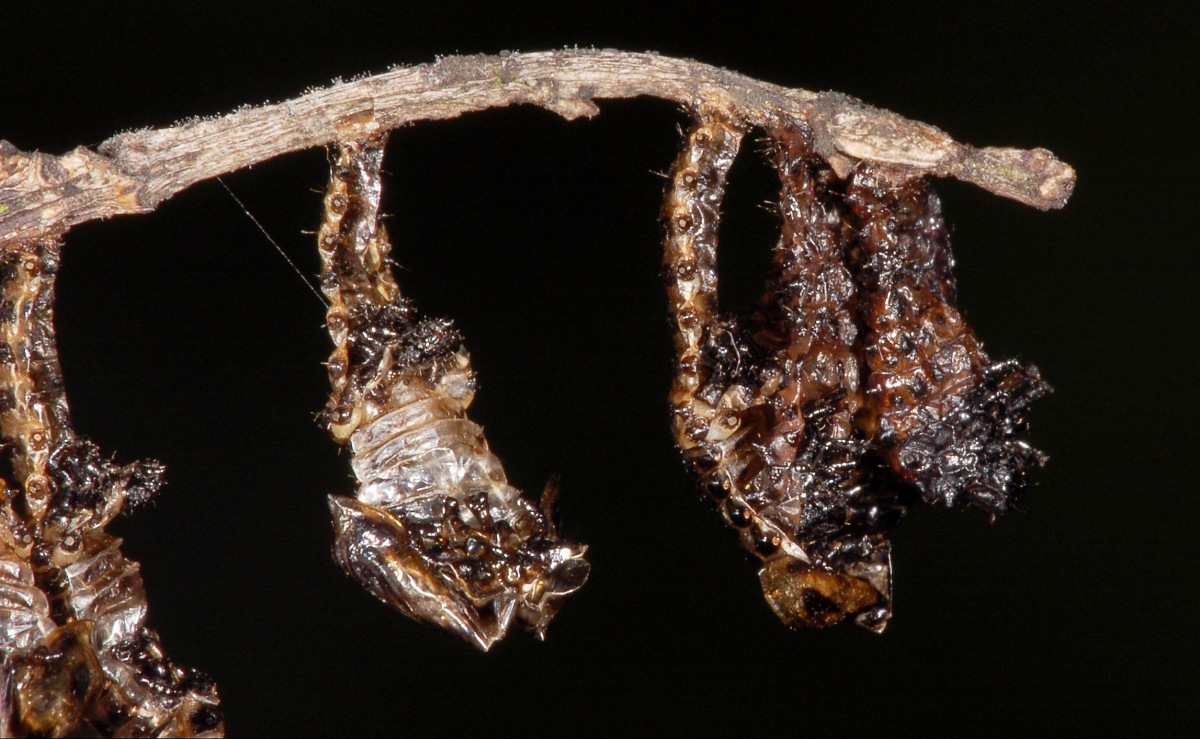
Puppenhüllen unter den Blättern hängend

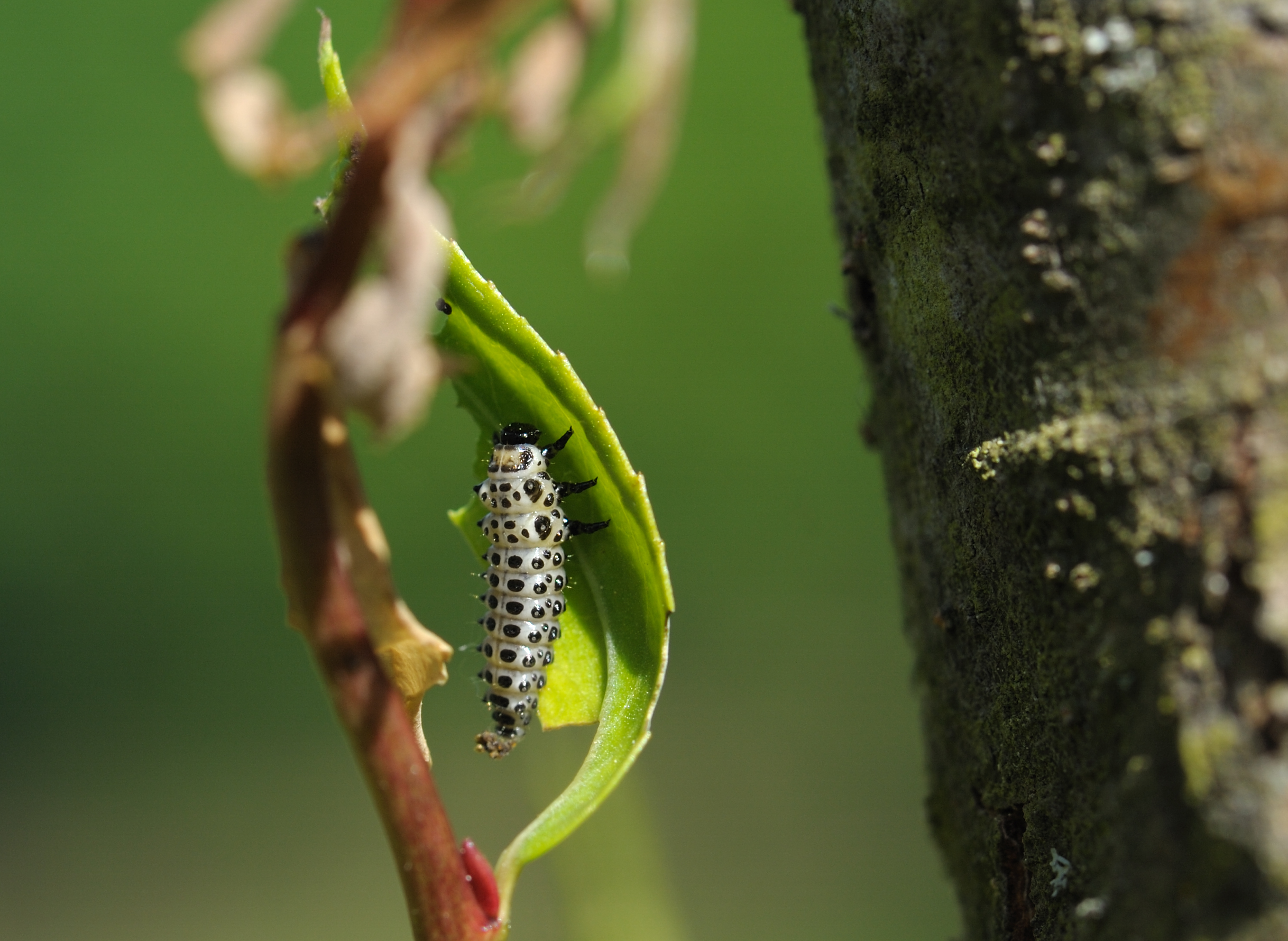
Die Larve des Weidenblattkäfers

Der Gefleckte Weidenblattkäfer (Chrysomela vigintipunctata) ist ein Käfer aus der Familie der Blattkäfer (Chrysomelidae).

## Beschreibung
Die Käfer werden 6,5 bis 8,5 Millimeter lang. Sie haben weißlich bis gelbe oder rötliche Flügeldecken, mit je 10 schwarzen, zum Teil länglichen Flecken und einer schwarzen Flügeldeckennaht. Auch der Kopf, die Fühler und die Beine sind schwarz. Der Halsschild ist schwarz und auf den Seiten gelb. 

## Vorkommen
Sie kommen in Mitteleuropa und dem südlichen Nordeuropa in Wassernähe vor. Sie sind von April bis August auf Weiden, aber auch auf Pappeln, Birken und Erlen zu finden, sind aber nicht häufig. Die Käfer und ihre Larven ernähren sich von den Blättern ihrer Wirtspflanzen. Die Larven skelettieren die Blätter, besonders an den Rändern, und treten gern gesellig auf.